# Manuel París Ricaurte
Manuel París Ricaurte (Santafé de Bogotá, 20 de noviembre de 1780-Venezuela, 1814) fue un militar colombiano. Es considerado prócer de la independencia de Colombia y Venezuela.

## Biografía
El 15 de julio de 1795, Manuel Félix Ramón Ignacio vistió la beca de colegial del Colegio Mayor de Nuestra Señora del Rosario. El 20 de julio de 1810, fue uno de los que agitó al pueblo y lo guio a la plaza de mercado. Esa misma noche ingresó al ejército granadino con el grado de subteniente.

### Batalla de Bogotá
Luego de la independencia, el país se dividió entre centralistas y federalistas. La familia París tomó partido por los segundos, hallándose Manuel París en las filas del ejército que desde Tunja atacaría a Bogotá a órdenes de su primo hermano, el general Antonio Ricaurte. El 5 de diciembre de 1812 se dio la toma de Bogotá, en la que resultó victorioso el ejército centralista del general Antonio Nariño. Estando en la cárcel, los presos trataron de paliar su situación para evitar represalias, pero Manuel París le dijo en tono desembarazado a sus compañeros: No se anden ahora excusando ni se den por excusados porque perdimos la acción, y volviendo al diputado Juan Jurado Laynes, le dijo: todos hemos venido voluntariamente y todos traíamos la impresión de robar y matar y .... Algunos días después asistió el general Nariño a visitar la cárcel, y al llegar donde París, el prisionero le dijo: Estos que se disculpan lo están engañando a usted. Todos veníamos entusiasmados, y si hubiéramos triunfado, solo Dios sabe la suerte que le hubiera tocado a usted. Nariño se impactó con la sinceridad del joven teniente, lo abrazó y liberó a los prisioneros.

### Campaña de Venezuela
Manuel París Ricaurte hizo parte de las tropas enviadas por el Congreso de las Provincias Unidas al ejército de Simón Bolívar, marchando con las columnas comandadas por el capitán Atanasio Girardot para liberar el Occidente de Venezuela, las cuales tuvieron su primer acto de batalla el 19 de junio de 1813 de Carache venciendo a los ochocientos hombres comandados por el brigadier Manuel de Cañas, y cuatro días después la segunda en la cual obtuvieron otra victoria, esta vez sobre las tropas comandadas por don José Martí. París intervino de nuevo en la victoria sobre el coronel Francisco Oberto en la batalla de Los Horcones, y en las sucesivas batallas al lado de su hermano Antonio París Ricaurte y su primo Antonio Ricaurte, resultando herido en la acción con una bala que lo alcanzó en la toma de Puerto Cabello el 28 de enero de 1814. Después de la batalla de San Mateo donde se inmola heroicamente su primo Antonio, se destaca con notable participación en la primera batalla de Carabobo, en la cual actuó ya con el rango de coronel.

### La Defensa de Valencia
El triunfo de Carabobo llevó a Bolívar a dividir al ejército para tomar mayor territorio, circunstancia en la que tomó tropas de Valencia que llevaron al coronel español José Tomás Boves a atacar a esa estratégica plaza. La toma duró varios días, hasta el 10 de julio, cuando la falta de víveres y armas llevaron a las tropas patriotas a rendirse. El oficial de más alto rango era el coronel París, quien conocedor de la terrible práctica de Boves de comer en cura, consistente en invitar a los oficiales a cenar para luego asesinarlos en la mesa, pidió a sus hombres que le armaran un uniforme con charreteras para presentarse ante su verdugo sabiendo que eso lo molestaría. Boves lo hizo pasar a su campamento, y disfrutó del genio festivo del comandante, el cual le dijo al final de la cena Estoy por no fusilarte...pero eres tan insurgente!. La respuesta gallarda de París Ricaurte montó en cólera a Boves y ordenó que el reo fuera devuelto a prisión. El historiador Arturo Abella escribió que cuando los demás prisioneros vieron a su comandante regresar vivo de la cena, creyeron que se habían salvado, pero París para no crearles falsas ilusiones, al pasar cerca de ellos, se tocó el cuello con una mano, haciendo ademán de que todos serían degollados. Mientras Boves recibía un gran baile de victoria, su segundo comandante repasó las casas y hospitales de la ciudad para rematar a los patriotas heridos, y luego procedió a asesinar a París Ricaurte fusilándolo y a sus hombres a cuchillo.

### Carácter
Episodios de su vida particular fueron inmortalizados por el historiador Gustavo Arboleda. Uno de ellos deja registro de un día que llegó a su casa sin la ropa y la beca del Colegio del Rosario, del cual era alumno. Su madre Genoveva Ricaurte, le preguntó molesta por los atuendos, a lo que Manuel le respondió que unos enmascarados se los había arrebatado. La señora, convencida por el argumento, vio luego a un joven que portaba las prendas de su hijo, y lo reprendió diciéndole que eran objetos robados, a lo que el muchacho ofendido respondió que los había ganado en legítimo juego de dados. Genoveva denunció lo sucedido ante don José Martín París Álvarez, padre del menor, quien reprendió a su hijo y le pidió que no jugara más, a lo que Manuel respondió Ramón (uno de sus hermanos) es juicioso porque juega y gana; yo un calavera porque juego y pierdo
El otro cuenta que antes de la campaña por Venezuela, Manuel París vivía una situación económica precaria, la cual solucionó y tan pronto como pudo, compró treinta velas e iluminó su habitación. Un transeúnte amigo suyo, al notar tanta iluminación, le preguntó la razón por lo que veía a lo que París le dijo: Estoy arreglando una cuenta: a treinta noches a oscuras le corresponden una noche con treinta velas.